# Yuecun (köping i Kina, lat 34,55, long 113,47)
Yuecun (kinesiska: 岳村, 岳村镇) är en köping i Kina. Den ligger i provinsen Henan, i den centrala delen av landet, omkring 30 kilometer sydväst om provinshuvudstaden Zhengzhou. Antalet invånare är 34 691. Befolkningen består av 16 842 kvinnor och 17 849 män. Barn under 15 år utgör 18,0 %, vuxna 15-64 år 71 %, och äldre över 65 år 10,0 %.
Genomsnittlig årsnederbörd är 710 millimeter. Den regnigaste månaden är juli, med i genomsnitt 149 mm nederbörd, och den torraste är januari, med 4 mm nederbörd.